# NGC 5665
NGC 5665 é uma galáxia espiral barrada (SBc) localizada na direcção da constelação de Boötes. Possui uma declinação de +08° 04' 45" e uma ascensão recta de 14 horas, 32 minutos e 25,6 segundos.
A galáxia NGC 5665 foi descoberta em 30 de Janeiro de 1784 por William Herschel.